# Leipzigmässan

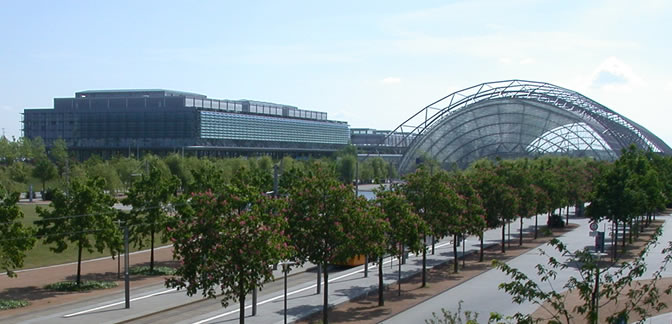
Leipziger Messes nya område.

Leipzigmässan, Leipziger Messe, en av Tysklands största mässor och en av världens äldsta mässor med traditioner åtminstone sedan 1190. Mässområdet ligger i Leipzig.
Det tidigare mässområdet i Leipzig, Alte Messe Leipzig (Gamla mässområdet i Leipzig), användes  under åren 1920-1991 som plats för Leipzigmässans tekniska mässa. Området håller idag på att omgestaltas till ett företags- och handelsområde.
Det gamla mässområdet i Leipzig omfattade cirka 50 hektar. Där ägde den tekniska mässans utställningar rum från 1920 fram till 1991. Det har inte varit någon mässverksamhet på det gamla mässområdet vid Leipziger Messe sedan 1996, då den tekniska mässan flyttade till det nya mässområdet.
Sedan 1996 ligger mässan på det nya mässområdet i nordöstra delen av Leipzig, inte långt från Leipzigs flygplats och motorvägskorsningen mellan A14 och A9. Den nya mässan hör till de modernaste i Europa.

## Mässor
- Leipziger Buchmesse
- Auto Mobil International
- Games Convention Leipzig